# Microsoft Flight Simulator (jogo eletrônico de 2024)
Microsoft Flight Simulator 2024 é o mais novo jogo de videogame de simulação de voo desenvolvido pela Asobo Studios e publicado pela Xbox Game Studios. Sucessor do Microsoft Flight Simulator (2020), o jogo foi lançado em 19 de novembro de 2024 para Xbox Series X/S e Windows. Anunciado no 2023 Xbox Games Showcase em 11 de junho de 2023, ele inclui um sistema de missões no estilo do modo carreira. Ele está sendo executado usando o mecanismo interno do Asobo Studio.

## Jogabilidade
Novos tipos de missão incluem combate aéreo a incêndios, busca e resgate aéreo, helicóptero, transporte e gancho de carga, transporte, ambulância aérea, poeiramento agrícola, resgate em montanha, paraquedismo, guindaste aéreo e construção, carga de grandes dimensões, transporte com o Airbus Beluga, transporte de carga ártica com o Airbus A400M, transporte VIP, fretamento aéreo e executivo, corridas aéreas, reconhecimento meteorológico, aeronaves experimentais, testes e voo, cochilo da terra com o A-10 Warthog. 
Novos tipos de aeronaves incluem planadores, dirigíveis, balões de ar quente e aviões comerciais. Novas características ambientais incluem neve, tornados, auroras, migração animal e rebanhos, vida marinha e rastreamento de voo, as quatro estações e melhor terreno, relatórios de tráfego.
O Flight Simulator 2024 é uma versão autônoma, mas a Microsoft afirma que "virtualmente todos" os addons adquiridos no mercado online do Flight Simulator funcionarão em 2024. Não está claro se complementos externos de terceiros funcionarão. A empresa descreve as novas missões e aeronaves como parte dos modos de carreira da aviação. 2024 traz uma bolsa de voo eletrônica, motor físico aprimorado com maior controle para a dinâmica de voo dos addons, melhorias nos sistemas de aeronaves e aviônicos elétricos, pneumáticos, de combustível e hidráulicos, e multithreading para melhor desempenho.